# Sant Marc de Puigcerdà
Sant Marc de Puigcerdà és una església historicista de Puigcerdà (Baixa Cerdanya) inclosa a l'Inventari del Patrimoni Arquitectònic de Catalunya.

## Descripció
Aquesta capella dedicada a St. Marc està al costat del mas de la família que la feu edificar. Cada any, al dia de St. Marc, el 25 de abril, s'hi celebra un aplec. La portalada és adovellada amb una volta que la protegeix; immediatament a sobre hi ha un òcul, i per sobre, el teulat a dues vessants. Hi ha un petitíssim campanar d'espadanya. L'interior i part de la façana és arrebossat, aquesta última amb pedres angulars. Els murs exteriors i l'absis són de maçoneria i les cobertes de llicorella.